# Willem van Citters

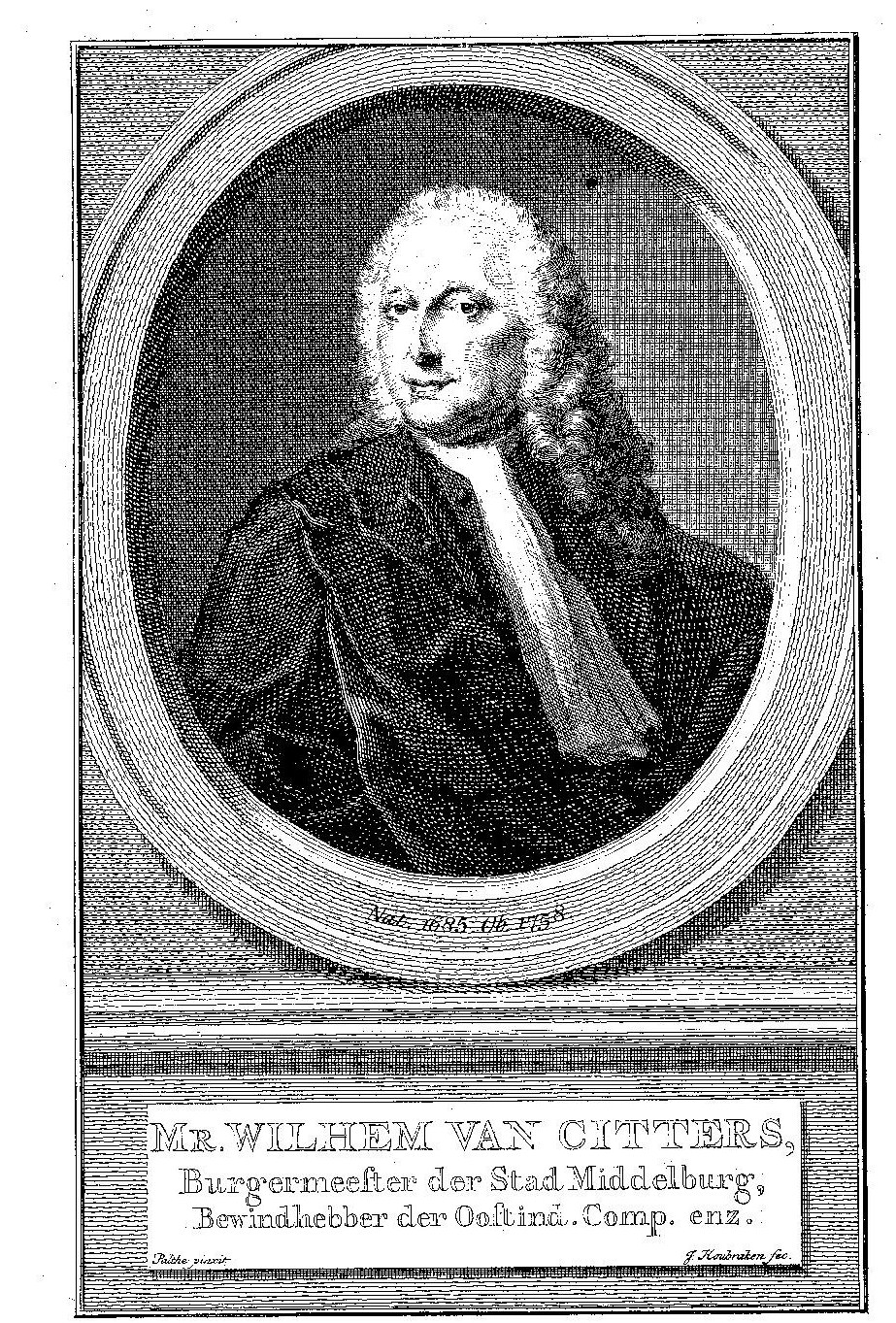
Willem van Citters

Willem van Citters (gedoopt Westminster (Londen), 29 september 1685 – Middelburg, 28 november 1758) is de jongste zoon uit het huwelijk van Aernout van Citters (1633-1696) en diens tweede echtgenote Josina Parduyn (1642-1718).

## Loopbaan
Vanaf 1708 speelde Van Citters in de Raad een rol als lid van de patriottische factie, die na jaren van strijd tijdens de Middelburgse woelingen boven kwam drijven. In 1712 werd hij burgemeester van Middelburg, een functie die hij tot 1747 om de drie jaar dertien keer zou uitoefenen.
Vanaf 1713 was hij tot aan 1757 gedurende een periode van 44 jaar bewindhebber van de VOC. Willem verkreeg zijn zetel na het overlijden van zijn schoonvader Cornelis Kien (1640-1708), die zelf zijn zetel had geërfd na het overlijden van zijn vader Johan Kien (1601-1664). Deze had de zetel na het overlijden van zijn aangetrouwde neef Bernard Somer (1589-1633) verworven via zijn nicht Elisabeth Kien(1608-1648), getrouwd met de ds Bernard Somer, zoon van Bernard senior. Bernard had de zetel geërfd van zijn vader Cornelis Somer (1560-1617) een van de oprichters van de VOC kamer Zeeland namens Veere. Willem van Citters zou zijn bewindhebberszetel doorgeven aan zijn zoon Cornelis Kien van Citters (1732-1805), die deze behield tot het einde van de VOC in 1796.
Van Citters was commissaris van de wisselbank te Middelburg vanaf 1725 en president-directeur van de Compagnie van Assurantie.
In 1731 verdedigde Van Citters met succes de rechten van de Zeeuwen bij de heronderhandeling over het hernieuwde octrooi van de WIC uit 1730. Het octrooi werd herzien waarbij de rechten van de Zeeuwse handelaren werden uitgebreid.
In 1738 ijverde hij voor de benoeming van Willem IV van Oranje-Nassau als stadhouder van Holland en Zeeland. Dit werd door Holland tijdig doorzien en geblokkeerd, waarna Willem enige tijd aan macht inboette. In 1742 bepleitte hij in de Staten van Zeeland voor de terugkeer van de Oranjes als stadhouder. In 1747 vielen de Fransen Nederland binnen. In dat jaar was de invloed van Van Citters en raadpensionaris Verelst doorslaggevend om namens Zeeland als vierde van de Zeven Provinciën de meerderheid van stemmen te geven aan de benoeming van Willem IV tot stadhouder.  Als dank vroeg stadhouder Willem IV Van Citters als plaatsvervanger van de Eerste Edele in Zeeland. Wegens ouderdom bedankte hij voor deze functie. Willem trouwde in 1713 met Maria Kien (1694-1753), dochter van Cornelis Kien, burgemeester van Veere en Suzanna Maria van Pere. Uit dit huwelijk werden vier zonen en twee dochters  geboren, die meerderjarig werden.

## Trivia
Van Citters woonde 's zomers op het buiten Rijnsburg, dat hij in 1732 kocht en liet opknappen. 
Bij hoge uitzondering kwam de dominee uit Middelburg om de dienst te houden op Rijnsburg.